# Jorge Larrionda
Jorge Luis Larrionda Pietrafesa est un arbitre de football uruguayen né le 9 mars 1968.

## Carrière d'arbitre
Jorge Larrionda est arbitre international depuis 1998. Le premier match international qu'il a dirigé est celui opposant le Chili à la Bolivie le 20 juin 1999.
Il a officié en tant qu'arbitre pendant les compétitions suivantes :
- Coupe du monde de football 2006[3] et 2010[3]
- Coupe des confédérations 2003
- Copa América 2001 et 2007
- Coupe intercontinentale 2004
- Coupe du monde des clubs 2007

Avant les éditions 2006 et 2010 du mondial, Larrionda fut initialement sélectionné pour diriger des rencontres de la Coupe du monde de football en 2002. Mais deux jours après l'annonce de sa sélection, il a été suspendu par l' Association urugayenne de football pour une durée de six mois en raison d'« irrégularités », sanction entrainant son retrait de la liste des arbitres sélectionnés,. Ces irrégularités seraient liées à des accusations de corruption.
Il a officié en tant qu'arbitre lors de la coupe du monde de football 2010, son dernier grand tournoi, où il a notamment été au cœur de la polémique suivant la non-attribution du but égalisateur de Lampard à la 38e minute du match de 8e de finale Allemagne-Angleterre : il n'avait en effet pas vu que le ballon, après avoir frappé la barre transversale, avait rebondi derrière la ligne de but avant de ressortir,,. Quelques jours auparavant, son arbitrage lors du match de poule Serbie-Australie avait été vivement contesté par les Serbes qui lui reprochèrent d'avoir omis de siffler en fin de rencontre un pénalty en leur faveur à la suite d'une balle touchée de la main par un joueur australien dans la surface de réparation,,,,.